# Cognición numérica
La cognición numérica es una subdisciplina de la ciencia cognitiva, según revelan estudios cognitivos acerca de las bases del desarrollo neuronal de los números en matemática.
Así, la ciencia cognitiva - dado que es un tema altamente interdisciplinario - incluye investigaciones de psicología cognitiva, psicología del desarrollo, neurociencia y lingüística cognitiva. Esta disciplina, aunque pueda interactuar con cuestiones relativas a la filosofía de matemáticas, está principalmente dirigido a cuestiones empíricas.

## Temas
Los temas incluidos en el ámbito de cognición numérica incluyen:
- ¿Cómo hacen los humanos y los no humanos para adquirir el proceso numérico?
- ¿Cómo los bebés adquieren una comprensión de los números (y cuánto es innato)?
- ¿Cómo los seres humanos asocian símbolos lingüísticos con cantidades numéricas?
- ¿Cómo estas capacidades son la base de nuestra habilidad para realizar cálculos complejos?
- ¿Cuáles son las bases neuronales de estas habilidades, tanto en los seres humanos como en los no-humanos?
- ¿Qué metafóricas capacidades y procesos nos permiten ampliar nuestra comprensión numérica en dominios complejos, tales como el concepto de infinito, el infinitesimal o el concepto de límite en el cálculo?

## Estudios comparativos
Una variedad de búsquedas han demostrado que animales no humanos -incluyendo ratas, leones y varias especies de primates-, tienen un sentido aproximado de número (referido a  "numerosidad") (para mayor información, ver Dehaene 1997). Por ejemplo, cuándo una rata está entrenada para apretar una barra 8 o 16 veces para recibir una recompensa alimentaria, el número de barras presionadas a voluntad se aproximará a una distribución Gaussiana o Normal, con cumbre alrededor de 8 o 16 barras apretadas. Cuándo las ratas están famélicas, su comportamiento de prensado de la barra es más rápido, pero el número de cumbre de barra apretada es igual para cualquier rata bien alimentada o famélica,  es imposible relacionar el tiempo y el número de barras apretadas. En apéndice, agregamos que, en unas pocas especies identificadas en el sistema, ha mostrado -por ejemplo, el caso del pezgupp-, que exitosamente discrimina entre 1 y 4 a otros individuos (Agrillo, Christian (2012)).
- Datos: Q337432